# Petrowsk
 Petrowsk (russisch Петровск) ist eine Stadt in der russischen Oblast Saratow. Petrowsk ist eine der Oblast unterstellte Stadt und zugleich das Verwaltungszentrum des Rajons Petrowsk. Die Stadt hat etwa 31.160 Einwohner (Stand 14. Oktober 2010).

## Geographische Lage
Petrowsk liegt am Ufer der Medwediza im Norden der Oblast Saratow, etwa fünf Kilometer von der Grenze zur Oblast Pensa entfernt und rund 104 km nordwestlich der Gebietshauptstadt Saratow. Die nächstgelegene Stadt ist Atkarsk 56 km südwestlich von Petrowsk.

## Geschichte
Bereits im 17. Jahrhundert wurde an der Stelle des heutigen Petrowsk ein Dorf und ein wichtiger Handelsplatz errichtet. 1698 wurde die Stadt aufgrund eines Erlasses von Peter dem Großen befestigt, um die Grenze gegen Einfälle der Krimtataren zu sichern. Einer Legende nach besuchte Peter der Große die Stadt bereits im Jahr 1707, nur kurz nach der Gründung. Zu Ehren Peters des Großen wurde die Siedlung schließlich Petrowsk genannt. 1780 erhielt der Ort die Stadtrechte.

### Bevölkerungsentwicklung
| Jahr | Einwohner |
| ---- | --------- |
| 1897 | 13.304    |
| 1926 | 19.192    |
| 1939 | 18.563    |
| 1959 | 24.987    |
| 1970 | 30.953    |
| 1979 | 34.163    |
| 1989 | 34.778    |
| 2002 | 33.956    |
| 2010 | 31.160    |

Anmerkung: Volkszählungsdaten

## Wirtschaft
Die wichtigsten Wirtschaftsunternehmen der Stadt sind:
- Molot (Молот), ein Hersteller von Schiffsinstrumenten und verschiedenen Konsumgütern – zu Sowjetzeiten beschäftigte das Unternehmen zur Waffenherstellung bis 15.000 Arbeiter.[2]
- Filiale der Lichatschow-Werke, ein Automobilzulieferer
- Petrowsker LPU (Петровское ЛПУ), Erdgastransporteur, Joint Venture der Gazprom

## Verkehr
Die Stadt liegt an der Eisenbahnstrecke Sennoi–Rtischtschewo. Der Bahnhof heißt Petrowsk-Saratow, um Verwechslungen mit den Bahnhöfen der Städte Petrowsk (Region Transbaikalien) und Petrowskoje (Oblast Jaroslawl) zu vermeiden.
Des Weiteren verläuft eine russische Fernstraße von Saratow nach Pensa durch die Stadt.

## Persönlichkeiten
- Malika Dzumaev (* 1991), deutsche Tänzerin
- Borys Jakowlew (1945–2014), ukrainischer Geher
- Wera Jermolajewa (1893–1937), russische Malerin
- Tatjana Kasankina (* 1951), russische Leichtathletin
- Iwan Panfilow (1893–1941), sowjetischer General bei der Verteidigung Moskaus 1941
- Dmitri Schtscherbinowski (1867–1926), Maler des Impressionismus